# Афонин, Владимир Александрович
Влади́мир Алекса́ндрович Афо́нин (род. 11 декабря 1947, Гомель) — советский легкоатлет, специалист по бегу на длинные дистанции. Выступал за сборную СССР по лёгкой атлетике в начале 1970-х годов, призёр первенств всесоюзного значения, рекордсмен СССР в беге на 5000 метров, участник летних Олимпийских игр в Мюнхене. Представлял Москву и Советскую Армию.

## Биография
Владимир Афонин родился 11 декабря 1947 года (по другим данным 4 декабря 1948 года) в Гомеле, Белорусская ССР.
Занимался лёгкой атлетикой в Москве, выступал за Вооружённые силы. Был подопечным двукратного олимпийского чемпиона В. П. Куца.
Впервые заявил о себе на всесоюзном уровне в сезоне 1970 года, став шестым на дистанции 5000 метров на чемпионате СССР в Минске.
В 1971 году выиграл серебряную медаль в беге на 5000 метров на чемпионате страны в рамках V летней Спартакиады народов СССР в Москве — финишировал практически одновременно с Рашидом Шарафетдиновом, уступив ему считанные мгновения — бегуны показали одинаковое время 13:33,6 и оба стали новыми рекордсменами СССР в данной дисциплине. Попав в состав советской сборной, Афонин выступил на чемпионате Европы в Хельсинки — благополучно преодолел предварительный квалификационный этап бега на 5000 метров, но в решающем забеге сошёл с дистанции. В концовке сезона в той же дисциплине стал серебряным призёром на Мемориале братьев знаменских в Москве.
В 1972 году стал бронзовым призёром в беге на 3000 метров на зимнем чемпионате СССР в Москве. Благодаря череде удачных выступлений удостоился права защищать честь страны на летних Олимпийских играх в Мюнхене — в дисциплине 5000 метров показал результат 14:08,6 и в финал не вышел.
Выступление Афонина на Олимпиаде было признано неудачным, в частности на страницах журнала «Лёгкая атлетика» с критикой о нём отзывался заместитель заведующего отделом спортивной и оборонно-массовой работы ЦК ВЛКСМ, ответственный секретарь Федерации лёгкой атлетики СССР А. Середа:

С грустью вспоминаю я выступления, скажем, наших стайеров, из которых лишь ветеран команды Н. Свиридов проявил характер. А вот В. Афонин, А. Бадранков, Н. Пуклаков и особенно Р. Шарафетдинов выступали без настроения, не показали ни мастерства, ни желания победить. Они оказались недостойными своих великих предшественников Владимира Куца, Петра Болотникова, Хуберта Пярнакиви. Видимо, в период олимпийской подготовки мы не сумели дойти до сердец этих спортсменов, упустили что-то важное, существенное.
— А. Середа, журнал «Лёгкая атлетика»
Также отмечалось, что неудача Афонина в Мюнхене могла психологически надломить его известного наставника Владимира Куца, который спустя три года умер от передозировки снотворного.
После мюнхенской Олимпиады Владимир Афонин оставался действующим спортсменом в течение ещё олного олимпийского цикла и продолжал участвовать в различных легкоатлетических турнирах. Так, в августе 1973 года он выиграл серебряную медаль в беге на 5000 метров на Мемориале братьев Знаменских в Ленинграде.
В 1974 году на чемпионате СССР в Москве занял седьмое место на дистанции 5000 метров.
В 1976 году принимал участие в Мемориале братьев Знаменских в Сочи.